# Кубок Литви з футболу 1994—1995
Кубок Литви з футболу 1994—1995 — 6-й розіграш кубкового футбольного турніру в Литві. Титул вперше здобув Інкарас-Гріфас.

## Календар
| Раунд       | Дата                          | Матчі | Клуби   |
| ----------- | ----------------------------- | ----- | ------- |
| 1/16 фіналу | 29 жовтня 1994                | 16    | 32 → 16 |
| 1/8 фіналу  | грудень 1994                  | 16    | 16 → 8  |
| 1/4 фіналу  | 23-24 березня/1-2 квітня 1995 | 8     | 8 → 4   |
| 1/2 фіналу  | 29 травня/11 червня 1995      | 4     | 4 → 2   |
| Фінал       | 23 червня 1995                | 1     | 2 → 1   |

## 1/16 фіналу
| Команда 1                         | Рахунок      | Команда 2                 |
| --------------------------------- | ------------ | ------------------------- |
| 29 жовтня 1994                    |              |                           |
| Логіка-Клевас (Шяуляй) (2)        | 1:11         | Сакалас (Шяуляй)          |
| Мастіс (Тельшяй) (2)              | 0:0 пен. 5:4 | Бабрунгас (Плунге) (2)    |
| Гележиніс вілкас (2)              | 1:0          | Банга                     |
| Таурас-Каршува (2)                | 1:0          | Йогінта (Клайпеда) (2)    |
| Андас (Вільнюс) (2)               | 1:2          | Ранга-Політехніка (3)     |
| Ачема-Лієтава (Йонава) (2)        | 1:7          | Локомотивас (Вільнюс) (2) |
| Дайсотра (Алітус) (2)             | 0:1          | Екранас                   |
| Каунас ВДБ (2)                    | 0:2          | Каунас                    |
| Волмета-ККІ (Каунас) (2)          | 1:0          | Муша (Укмерге)            |
| Лайсве (Шилуте) (3)               | 0:2          | Сіріюс (Клайпеда)         |
| Айдас (Паневежис) (2)             | 0:8          | Інкарас-Гріфас            |
| Хемікас (Кедайняй) (2)            | 0:1          | Панеріс                   |
| Савінге (Кайшядорис) (3)          | 1:0          | Інтерас-АЕ                |
| Полонія-Януш (Вільнюс) (3)        | 3:5          | Арас                      |
| Цементінінкас (Науйої-Акмяне) (2) | 0:8          | Жальгіріс (Вільнюс)       |
| Мінія (Кретинга) (2)              | 0:4          | РОМАР                     |

## 1/8 фіналу
| Команда 1                | Заг. | Команда 2                 | 1-й матч | 2-й матч |
| ------------------------ | ---- | ------------------------- | -------- | -------- |
| грудень 1994             |      |                           |          |          |
| Екранас                  | 2:1  | Панеріс                   | 1:1      | 1:0      |
| Таурас-Каршува (2)       | 1:2  | Ранга-Політехніка (3)     | 0:1      | 1:1      |
| Волмета-ККІ (Каунас) (2) | 3:2  | Мастіс (Тельшяй) (2)      | 2:1      | 1:1      |
| Гележиніс вілкас (2)     | 2:3  | Каунас                    | 1:0      | 1:3      |
| Сакалас (Шяуляй)         | 10:2 | Сіріюс (Клайпеда)         | 7:0      | 3:2      |
| Інкарас-Гріфас           | 9:0  | Савінге (Кайшядорис) (3)  | 4:0      | 5:0      |
| РОМАР                    | 7:1  | Локомотивас (Вільнюс) (2) | 5:1      | 2:0      |
| Арас                     | 1:9  | Жальгіріс (Вільнюс)       | 1:7      | 0:2      |

## 1/4 фіналу
| Команда 1                | Заг. | Команда 2        | 1-й матч | 2-й матч |
| ------------------------ | ---- | ---------------- | -------- | -------- |
| 23 березня/1 квітня 1995 |      |                  |          |          |
| Волмета-ККІ (Каунас) (2) | 1:14 | Інкарас-Гріфас   | 0:10     | 1:4      |
| 24 березня/1 квітня 1995 |      |                  |          |          |
| РОМАР                    | 2:0  | Каунас           | 1:0      | 1:0      |
| Ранга-Політехніка (2)    | 1:3  | Сакалас (Шяуляй) | 0:1      | 1:2      |
| 24 березня/2 квітня 1995 |      |                  |          |          |
| Жальгіріс (Вільнюс)      | 2:0  | Екранас          | 0:0      | 2:0      |

## 1/2 фіналу
| Команда 1                | Заг. | Команда 2           | 1-й матч | 2-й матч |
| ------------------------ | ---- | ------------------- | -------- | -------- |
| 29 травня/11 червня 1995 |      |                     |          |          |
| РОМАР                    | 2:5  | Інкарас-Гріфас      | 1:2      | 1:3      |
| Сакалас (Шяуляй)         | 1:4  | Жальгіріс (Вільнюс) | 1:0      | 0:4      |

## Фінал
| 23 червня 1995 |

| Інкарас-Гріфас   | 2:1      | Жальгіріс (Вільнюс) |
| ---------------- | -------- | ------------------- |
| Подеріс 31', 63' | Протокол | Стонкус 79'         |

| Центральний стадіон, Клайпеда Глядачів: 1 000 Арбітр: Юстінас Міляускас |